# 제528지원여단
제528지원여단 (공수)(528th Sustainment Brigade (Airborne))는 노스캐롤라이나주, 포트 브래그에 주둔하고 있는 미국 육군의 전투지원여단이다. 미국 육군 특수작전사령부 예하의 특수작전부대를 지원하는 임무를 수행한다.

## 역사
최초에 부대는 1942년 12월 15일에 제528병참근무대대로 재정되어 3일 뒤인 12월 15일에 미시시피주 캠프 메케인에서 창설되었다. 1944년 1월 18일에 제528병참대대로 개명과 함께 A, B, C, D중대가 각각 제4098, 4099, 4100, 4128병참근무중대(Quartermaster Service Company)로 별동부대화됨으로써 대대가 분산되었다. 소련 적군이 독일의 베를린과 국회의사당을 점령함으로써 유럽 전선이 마무리 된 후에도, 유럽 전구군의 일원으로서 프랑스에 머무르며 아군을 위한 보급 임무를 수행하였다. 1946년 5월 24일에 별동부대가 되었던 중대가 다시 모여 제528병참대대로 재조직화되었다. 이후, 5월 24일, 제528기동병참대대 8월 1일에는 제528수송대화물차대대, 1947년 2월 1일, 제528병참대대로 계속 변하다가 1947년 11월 20일에 해산되었다.
1948년 10월 12일, 예비군 소속 제426병참대대로 개편되고 10월 22일부터 1950년 11월 8일까지 웨스트버지니아주 클락스버그에 주둔하였다. 1952년 1월 15일에 다시 정규군 소속 제528병참대대로 되돌려져, 다음달 2월 1일에 인디애나주, 캠프 에터버리에 재소집되어 버지니아주, 포트 리에서 1966년 11월 25일에 해산하였다.
1969년 9월 5일, 본부가 본부 및 본부분견대에서 본부 및 본부중대로 개편되고, 베트남 전쟁에 같은 해 9월에 25일부터 1971년 4월 15일까지 참전하고 해산하였다.

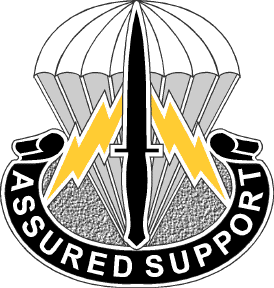
옛 특수작전지원사령부의 고유 부대 휘장(DUI)

1987년 5월 16일, 제13지원대대로 통합되어 6월 3일에 창설되었다가, 후에 제528지원대대로 개편되었다.
1995년 11월 1일에 특수작전지원사령부 (공수)(Special Operations Support Command (Airborne) (SOSCOM (A)))이 창설되면서 제528지원대대도 사령부에 배속되었다가, 사령부가 2005년 10월 17일에 노스캐롤라이나주, 포트 브래그에서 해산하였다. 부대는 12월 2일에 지원여단(Sustainment Brigade)로 개편되었다.
이후 다시, 여단은 2008년 12월 16일에 유기적인 부대 배치를 위한 모듈화 개편으로 모듈형 여단의 종류인 전투지원여단으로 개편하고 예하 육군부에서 2007년 10월 18일에 확정한 제528지원여단로 재조정되었다. 특수병력대대도 같은 서수를 부여받아 제528특수병력대대가 되었다.

## 편성

### 배속
- 특수작전지원사령부, 1987년 5월 16일
- 미국 육군 특수작전사령부, 2005년 10월 17일
- 제1특전사령부, 2014년 9월 30일

### 부대
- 제528특수병력대대
- 제112특수작전통신대대
- 제195지원중대 - 네브라스카 육군 방위군
- 제197지원중대 - 텍사스 육군 방위군
- 특수작전부대 연락중대(ALE)
  - 아프리카
  - 중부사령부
  - 유럽
  - 대한민국
  - 태평양
  - 남부
- SOF 지원작전반

## 기록

### 계보
- 1942년 12월 4일, Headquarters and Headquarters Detachment, 528th Quartermaster Service Battalion
→제528병참근무대대, 본부 및 본부분견대
- 1944년 1월 18일, Headquarters and Headquarters Detachment, 528th Quartermaster Battalion
→제528병참대대, 본부 및 본부분견대
- 1946년 5월 24일, Headquarters and Headquarters Detachment, 528th Quartermaster Battalion, Mobile
→제528기동병참대대, 본부 및 본부분견대
- 1946년 8월 1일, Headquarters and Headquarters Detachment, 528th Transportation Corps Truck Battalion
→제528수송대화물차대대, 본부 및 본부분견대
- 1947년 2월 1일, Headquarters and Headquarters Detachment, 528th Quartermaster Battalion
→제528병참대대, 본부 및 본부분견대
- 1948년 10월 12일, Headquarters and Headquarters Detachment, 426th Quartermaster Battalion
예비군에 배정
→제426병참대대, 본부 및 본부분견대
- 1952년 1월 15일, Headquarters and Headquarters Detachment, 528th Quartermaster Battalion
정규군에 배정
→제528병참대대, 본부 및 본부분견대
- 1969년 9월 5일, Headquarters and Headquarters Company, 528th Quartermaster Battalion
→제528병참대대, 본부 및 본부중대
- 1987년 5월 16, Headquarters and Headquarters Company, 528th Support Battalion
→제528지원대대, 본부 및 본부중대
- 2007년 10월 18일, Headquarters and Headquarters Company,  528th Sustainment Brigade
→제528지원여단, 본부 및 본부중대

### 전역
| 스트리머                   | 내역                                                                                                   |
| -------------------------- | --- |
| 제2차 세계 대전, 유럽 전구 | - 시칠리 (화살촉 포함) - 로마-아르노 - 남부 프랑스 (화살촉 포함) - 라인란트 - 안데스-알자스 - 중앙유럽 |
| 베트남 전쟁                | - 1969년 하계-추계 - 1970년 동계-춘계 - 성소 반격 - 반격, 제7(VII)단계                                 |
| 남서아시아                 | - 사우디아라비아 방위 - 쿠웨이트 방위와 해방                                                           |
| 테러와의 전쟁              | |

### 스트리머
| 스트리머          | 내역                                   | 명령서 |
| ----------------- | -------------------------------------- | ------ |
| 용맹부대표창      | 서남아시아, 1991년 1월 17일 ~ 2월 28일 |        |
| 육군 공로부대표창 | 중앙아시아, 2001년 ~ 2004년            | [ 2 ]  |

## 참고

### 인용
1. ↑  “SB(SO)(A) re-designated as 528th Sustainment Brigade” (영어). shadowspear.com. 2009년 2월 3일. 2017년 2월 14일에 원본 문서에서 보존된 문서. 2017년 2월 14일에 확인함.
2. ↑  “Permanent Orders 246-19” (PDF) (영어). Alexandria, VA: U.S. Army Human Resources Command. 2008년 9월 2일. 2019년 12월 27일에 확인함.

### 자료
- “Headquarters and Headquarters Company, 528th Sustainment Brigade” (영어). 미국 육군 역사관. 2009년 11월 13일. 2017년 2월 9일에 원본 문서에서 보존된 문서. 2017년 2월 14일에 확인함.
- “Special Operations Support Command (Airborne) (SOSCOM-A) "Assured Support"”. 《globalsecurity.org》 (영어). 2015년 4월 5일에 확인함.
- “Sustainment Brigade (Special Operations) (Airborne) (Provisional) "Assured Support"”. 《globalsecurity.org》 (영어). 2015년 4월 5일에 확인함.
- “U.S.Army Sustainment Brigade (Special Operations)(Airborne)(Provisional) Fact Sheet” (PDF) (영어). 미국 특수작전사령부 공보부. 2007년 3월 7일에 원본 문서 (PDF)에서 보존된 문서. 2017년 2월 14일에 확인함.
- “528th Sustainment Brigade (Special Operations) (Airborne) "Sentinels"”. 《globalsecurity.org》 (영어). 2015년 4월 5일에 확인함.